# Ferme Jacqmin
La ferme Jacqmin  est un immeuble classé bâti au XVIIIe siècle, situé dans le hameau de Filly faisant partie de la commune de Houffalize en Belgique (province de Luxembourg). 

## Localisation
La ferme se situe à l'entrée nord du hameau ardennais de Filly, au no 2. Elle forme avec les bâtiments situés aux nos 1 et 1A une ferme en U avec une cour intérieure ouverte vers la rue et le sud.

## Historique
L'implantation de la ferme semble au moins dater du milieu du XVIIIe siècle et son appartenance à la famille Jacqmin remonte à 1838.

## Description
Le corps de logis est réalisé en pierres de schiste blanchies sur une importante base carrée d'une vingtaine de mètres de côté. Le pignon situé côté rue compte quatre larges travées et trois niveaux et demi. Les deux premiers niveaux de ce pignon sont percés de baies vitrées avec encadrements en pierre calcaire à linteaux bombés et clés de voûte sur montants harpés. La façade donnant sur la cour est composée du corps de logis proprement dit avec deux portes d'entrée aux mêmes encadrements que les baies du pignon, d'une grange et d'une étable. La toiture est recouverte de cherbins, de grosses ardoises locales, restaurées en 1993. Deux petites étables blanchies ferment le côté nord de la cour.

## Classement et protection
La ferme sise à Filly, n°4 (actuellement n°2) (intérieur et extérieur) et ses annexes (les façades et toitures et le four à pain qu'elles abritent) ainsi que l'ensemble formé par ces bâtiments et les terrains environnants sont repris depuis le 30 novembre 1989 sur la liste du patrimoine immobilier classé de Houffalize. 

### Source et lien externe
- Inventaire du patrimoine immobilier culturel